# Chrysso caudigera
Chrysso caudigera là một loài nhện trong họ Theridiidae.
Loài này thuộc chi Chrysso. Chrysso caudigera được Hajime Yoshida miêu tả năm 1993.